# Тихвинка (судно)
Тихвинка — историческая разновидность русских беспалубных деревянных грузовых судов с корпусом барочного типа, ложкообразной носовой оконечностью, кормой санной формы и серповидным форштевнем. Широко использовалась в XIX веке на реках Тихвинской водной системы и на Ладожском озере, в основном для сообщения между Санкт-Петербургом и Нижегородской ярмаркой.
Полная грузоподъёмность тихвинки достигала 100 тонн, а длина не превышала 20 метров для соответствия размерам шлюзовых створов Тихвинской речной системы. Палуба могла отсутствовать, но могла и настилаться вдоль всего корпуса до утопленной в корпус казёнки.
Малые тихвинки носили название соминок и канавок, средние — межеумков, а большие — полулодок.